# Gökhan Gönül
Gökhan Gönül (Samsun, Turquía, 4 de enero de 1985) es un exfutbolista turco que jugaba de defensa.

## Biografía
Gönül empezó su carrera profesional en el Gençlerbirliği Spor Kulübü en 2002, año en el que debuta en liga, aunque solo disputa un partido esa temporada.[cita requerida]
Al año siguiente se marchó a jugar en calidad de cedido al Gençlerbirliği OFTAŞ, equipo con el que será titular. Durante esta etapa ayuda al equipo a ascender a la Superliga de Turquía. El año del ascenso Gönül fue elegido el mejor jugador de la Segunda división.
En 2007 fichó por el Fenerbahçe, equipo que pagó por el alrededor de 1,4 millones de euros.

### Selección nacional
Fue internacional con la selección de fútbol de Turquía en 66 ocasiones. Su debut como internacional se produjo el 19 de noviembre de 2007 en un partido contra Noruega.

## Clubes
| Club                 | País    | Año       |
| -------------------- | ------- | --------- |
| Gençlerbirliği OFTAŞ | Turquía | 2003-2007 |
| Fenerbahçe S. K.     | Turquía | 2007-2016 |
| Beşiktaş J. K.       | Turquía | 2016-2020 |
| Fenerbahçe S. K.     | Turquía | 2020-2021 |
| Çaykur Rizespor      | Turquía | 2021-2023 |

## Palmarés

### Títulos nacionales
| Título               | Club             | País    | Año  |
| -------------------- | ---------------- | ------- | ---- |
| Supercopa de Turquía | Fenerbahçe S. K. | Turquía | 2007 |
| Supercopa de Turquía | Fenerbahçe S. K. | Turquía | 2009 |
| Superliga de Turquía | Fenerbahçe S. K. | Turquía | 2011 |
| Copa de Turquía      | Fenerbahçe S. K. | Turquía | 2012 |
| Copa de Turquía      | Fenerbahçe S. K. | Turquía | 2013 |
| Superliga de Turquía | Fenerbahçe S. K. | Turquía | 2014 |
| Supercopa de Turquía | Fenerbahçe S. K. | Turquía | 2014 |
| Superliga de Turquía | Beşiktaş J. K.   | Turquía | 2017 |